# Pingyang
Pingyang léase Ping-Yáng (en chino simplificado, 平阳县; pinyin, Píngyáng xiàn) es un condado bajo la administración directa de la ciudad-prefectura de Wenzhou. Se ubica en la provincia de Zhejiang, este de la República Popular China. Su área es de 1042 km² y su población total para 2010 fue más de 700 mil habitantes.

## Administración
El condado de Pingyang se divide en 16 pueblos que se administran en 14 poblados, 1 villa y 1 villa étnica.

## Historia
El antiguo condado de Pingyang tiene una historia de más de 1700 años. Fue establecido en el cuarto año del emperador Wu de la dinastía Jin Occidental (283 calendario gregoriano). Fue nombrado condado de Shiyang (始阳县) y más tarde condado de Luoyang (罗阳县) o condado de Hengyang (横阳县). Durante las Cinco Dinastías, estuvo bajo la jurisdicción del Estado Wuyue (吴越) y pasó a llamarse "Condado de Pingyang".
Antes de 1949, el condado de Pingyang era el segundo condado más grande de la provincia de Zhejiang, con una población de un tercio de Wenzhou en un de 5700 kilómetros cuadrados.
El 6 de marzo de 1981, el Comité del Partido del condado de Pingyang y el Comité Revolucionario del condado de Pingyang presentaron el "Informe sobre los requisitos de la división de condados", que indicaba; el condado de Pingyang tiene una gran población, liderazgo administrativo insuficiente, economía atrasada y aéreas muy desequilibradas. 
El 18 de junio de 1981, el condado original de Pingyang se dividió en los actuales condados de Pingyang y Cangnan.